# Casas Altas
Casas Altas település Spanyolországban, Valencia tartományban. Casas Altas Ademuz, Casas Bajas, Vallanca és Santa Cruz de Moya községekkel határos. Lakosainak száma 139 fő (2024).

## Népesség
A település népessége az utóbbi években az alábbiak szerint változott:
| Lakosok száma | 155  | 158  | 178  | 182  | 158  | 149  | 139  | 141  | 132  | 139  |
|               | 2001 | 2004 | 2007 | 2009 | 2012 | 2014 | 2017 | 2019 | 2022 | 2024 |